# Тафахи
Тафахи (англ. Tafahi) — небольшой остров в архипелаге Тонга (Дружбы), входящий в состав Королевства Тонга. Исторические названия — Кокос-Эйлант (нидерл. Cocos Eylant) и Боскавен (нидерл. Boscawen). Расположен в 9 км к северо-востоку от острова Ниуатопутапу.

## География
Тафахи имеет вулканическое происхождение и типичную для стратовулканов форму конуса. Высшая точка острова — гора Пиу-о-Тафахи (Piu-ʻo-Tafahi) — 560 м. Почвы также имеют вулканическое происхождение и идеально подходят для выращивания ванили и кавы, чем и занимается население Тафахи. В северо-западной части острова расположена бухта.

## История
Тафахи был открыт в 1616 году голландскими путешественниками Виллемом Схаутеном и Якобом Лемером, которые назвали его Кокос-Эйлант (нидерл. Cocos Eylant), или Кокосовый остров. Однако высадиться на нём мореплавателям не удалось из-за отсутствия подходящего места. Тем не менее в своём бортовом журнале голландцы описали местных жителей очень дружелюбными и любознательными. Жители охотно предлагали путешественникам кокосы и ямс, а в обмен получали изделия (в основном гвозди) из металла.

## Население
Численность населения составляет 69 человек (2006). Единственное поселение Тафахи расположено на плато в северной части горы. На острове есть государственная начальная школа.